# Microrégion de Jequié
 (février 2025).
Si vous disposez d'ouvrages ou d'articles de référence ou si vous connaissez des sites web de qualité traitant du thème abordé ici, merci de compléter l'article en donnant les références utiles à sa vérifiabilité et en les liant à la section « Notes et références ».
La microrégion de Jequié est l'une des huit microrégions qui subdivisent le centre-sud de l'État de Bahia au Brésil.
Elle comporte 26 municipalités qui regroupaient 148 724 habitants en 2006 pour une superficie totale de 17 396 km2.

## Municipalités[1]
- Aiquara
- Amargosa
- Apuarema
- Brejões
- Cravolândia
- Irajuba
- Iramaia
- Itagi
- Itaquara
- Itiruçu
- Jaguaquara
- Jequié
- Jiquiriçá
- Jitaúna
- Lafaiete Coutinho
- Laje
- Lajedo do Tabocal
- Maracás
- Marcionílio Souza
- Milagres
- Mutuípe
- Nova Itarana
- Planaltino
- Santa Inês
- São Miguel das Matas
- Ubaíra